# Paradise, Kansas
Paradise là một thành phố thuộc quận Russell, tiểu bang Kansas, Hoa Kỳ. Năm 2010, dân số của xã này là 49 người.

## Dân số
Dân số các năm:
- Năm 2000: 64 người
- Năm 2010: 49 người